# Stefan Schuster

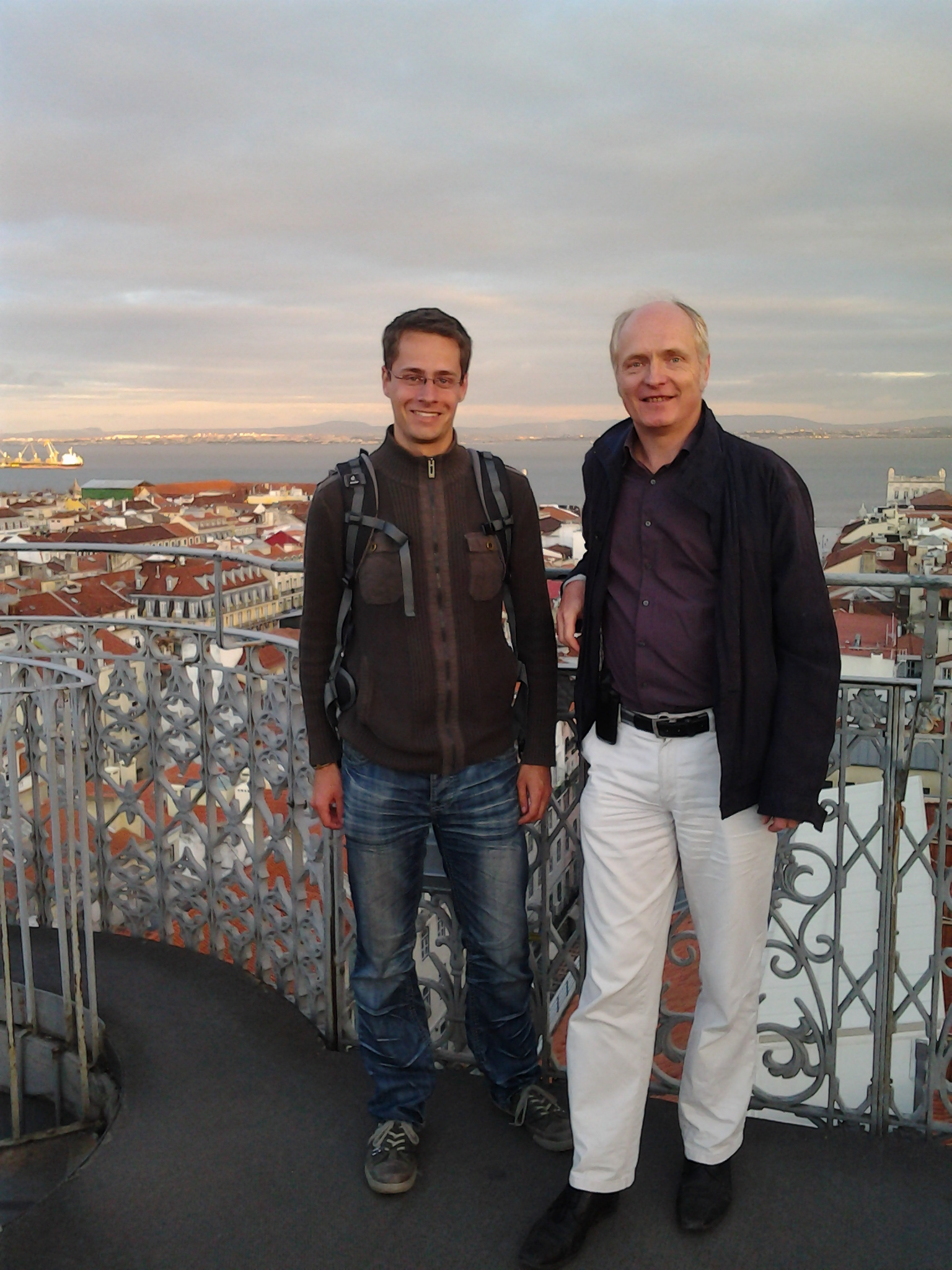
Stefan Schuster (à direita) e Christoph Kaleta em Lisboa em 2012

Stefan Schuster estudou Biofísica na Universidade Humboldt de Berlin de 1981 a 1986 e em 1988 concluío o doutoramento nessa mesma Universidade. Após ter ocupado vários cargos académicos em Berlim, Bordéus, Amesterdão e Maribor (Eslovénia), Stefan Schuster rumou a Jena onde é Professor de Bioinformática na  Universidade Friedrich Schiller de Jena
desde 2003. 
Os seus temas de investigação estão relacionados com a área de Biologia teórica, em particular:
- Análise de redes de sistemas enzimáticos. Stefan Schuster idealizou, desenvolveu e aplicou o conceito de modos elementares em vários estudos de redes metabólicas [1][2][3].
- Teoria dos jogos aplicada à evolução: Ele usou a teoria de jogos no estudo de microorganismos [4] e sistemas bioquímicos [5].
- Análise de controlo metabólico: Ele desenvolveu uma análise de controlo metabólico modular [6] e generalizou a sua abordagem a vários parâmetros [7].
- Oscilações biológicas: Stefan Schuster estudou oscilações de cálcio [8][9] e ritmos circadianos [10].